# Afstand

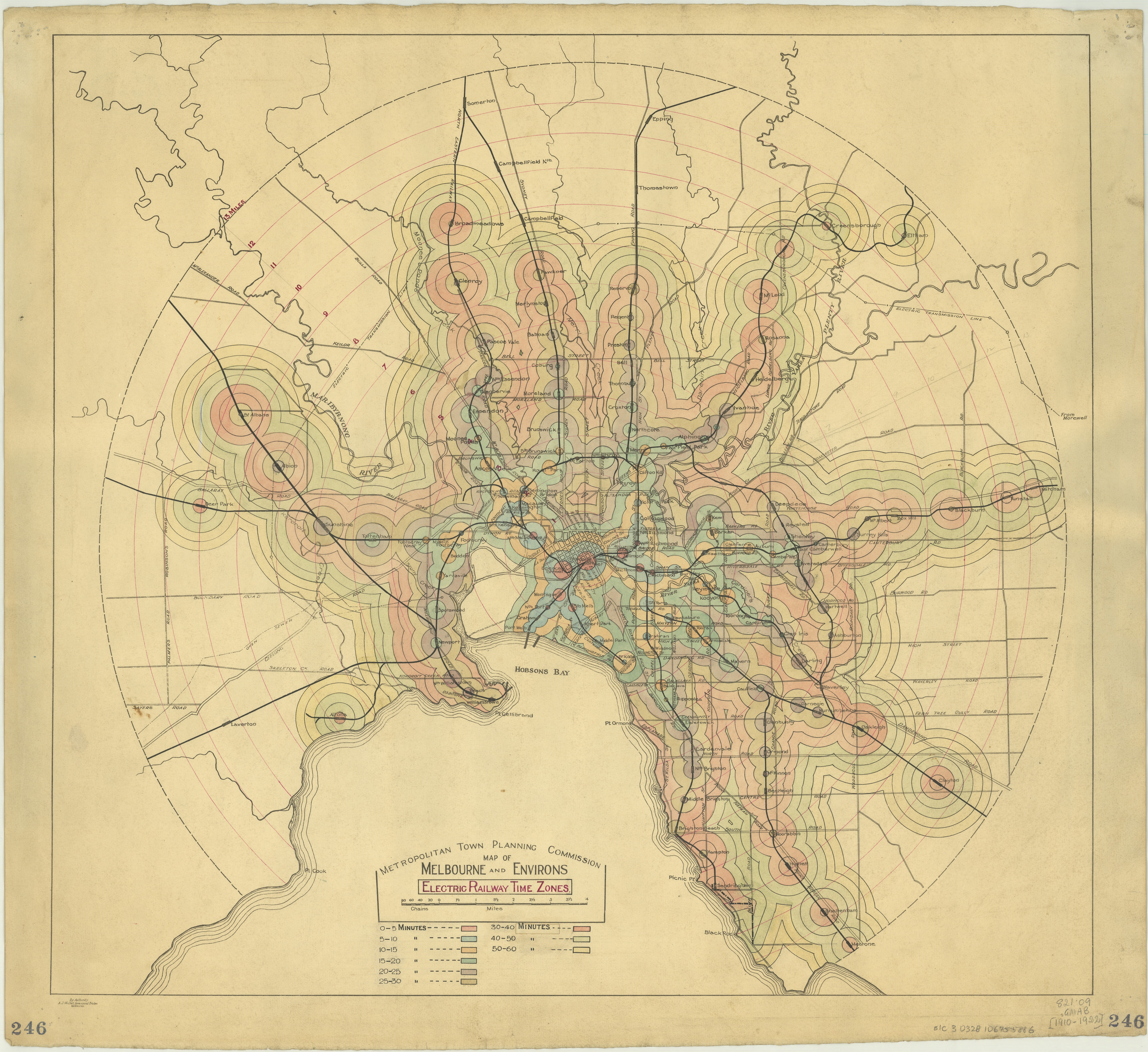
Oude kaart van Melbourne met de reistijden per spoor en aansluitend lopen

Afstand is een natuurkundige grootheid en een fundamenteel begrip in de wiskunde (zie Afstand (wiskunde)) die de meetbare ruimte tussen twee objecten aangeeft. Deze meetbare ruimte kan zowel tussen concrete objecten als tussen abstracte, bijvoorbeeld wiskundige objecten, bestaan. 
Als internationale standaardmaat voor lengte en afstand wordt in het SI-stelsel de meter gehanteerd. Zie de lijst van meeteenheden van lengte voor andere lengtematen.

## Hemelsbreed
Voor afstanden op aarde wordt vaak de hemelsbrede afstand gebruikt, dat is de kortste lijn over het gekromde aardoppervlak (geodetische lijn). Hierbij worden de hoogteverschillen in het terrein meestal verwaarloosd en een 2D afstand over een geïdealiseerde (afgeplatte) bolvorm van de aarde op gemiddeld zeeniveau (referentie-ellipsoïde) berekend.

## Reisroute
Een af te leggen afstand is in de dagelijkse praktijk meestal niet gelijk aan een verplaatsing over een rechte lijn. Een reisroute is immers niet recht en ook kan het traject in tegengestelde richtingen verschillen. De door een reiziger afgelegde afstand is het aantal keren dat een gegeven standaardmaat op de kortste mogelijke verbindingsweg kan worden afgepast. 
Men kan in het algemeen in een netwerk van wegen de afstand tussen twee punten definiëren als de lengte van de kortste route door het netwerk. Deze kan gevonden worden met het Kortstepad-algoritme waarbij het netwerk voorgesteld wordt als een graaf (bij tweerichtingsverkeer als een gerichte graaf).
Als de snelheid waarmee men zich verplaatst bekend is, kan men de afstand ook definiëren als de kortste reistijd. De kaart van Melbourne in de afbeelding uit het begin van de 20e eeuw geeft met verschillende kleuren de plaatsen in de stad aan tot waar het in tijd uitgedrukt even lang reizen is.

## Voorbeelden van ordegroottes
| lengte (m) | voorbeeld (orde van grootte)                             |
| ---------- | -------------------------------------------------------- |
| 10−35      | kleinste lengte plancklengte of kwantumlengte            |
| 10−15      | diameter van proton en neutron                           |
| 10−10      | diameter van een atoom                                   |
| 10−4       | dikte van papier                                         |
| 100        | een stap                                                 |
| 102        | gemiddelde diepte van de Noordzee                        |
| 104        | diepte van de diepste oceanische trog                    |
| 106        | dikte van de dampkring, met de thermosfeer               |
| 107        | diameter van de Aarde                                    |
| 108        | diameter van Saturnus                                    |
| 109        | diameter van de Zon                                      |
| 1011       | afstand van de Aarde tot de Zon                          |
| 1012       | afstand van Saturnus tot de Zon                          |
| 1013       | doorsnede van het zonnestelsel gerekend tot en met Pluto |
| 1016       | lichtjaar                                                |
| 1017       | afstand tot de ster Sirius                               |
| 1021       | doorsnede van de Melkweg                                 |
| 1023       | afmeting van sterrenstelsel 3C 236                       |
| 1026       | afstand tot het verst bekende object in het heelal       |

## Verwante begrippen
- Met de distantie en similariteit worden de mate van verschil en van overeenkomst van de verschillende variabelen bedoeld, die in de multivariabele analyse worden gebruikt. De meest bekende distantie is de afstand, de meest bekende similariteit is de correlatie.
- De sociale afstand is een begrip uit de sociologie.